# 林日煟
林日煟（？年—1741年），福建省福寧直隸州寧德縣人，清朝官員。
雍正二年（1724年）甲辰科進士，歷任湖北武昌府崇陽縣、武昌縣知縣，雍正十三年任雲陽縣知縣，乾隆五年十二月二十二日（1741年）卒於任。